# Решетниково (Зеленогорск)
Реше́тниково — исторический район в городе Зеленогорске Курортного района Санкт-Петербурга. Расположен вдоль границы Санкт-Петербурга и Ленинградской области севернее Рощинского шоссе.
Первоначальное название — Пу́хтула (фин. Puhtula). Оно упоминается в XVI веке и происходит, вероятно, от фамилии Пухтонен. В 1920 году населённый пункт вошёл в состав Териокской волости.
В 1948 году некоторое время носил название Молодцо́во — в честь Героя Советского Союза Д. С. Молодцова. 1 октября того же года посёлок стал именоваться Решетниково — в честь участника советско-финской войны Н. В. Решетникова, похороненного поблизости, в посёлке Рощино.
В 1997 году посёлок частично вошёл в состав Санкт-Петербурга, а частично остался на территории Выборгского района Ленинградской области как деревня Решетниково.

## Застройка
Основная территория зеленогорского Решетникова состоит из частной застройки. В центре бывшего посёлка находится квартал с многоквартирными домами:
- № 1 — 1971
- № 2 — 1974
- № 3 — 1972
- № 4 — 1972
- № 8 — 1974
- № 9 — 1974
- № 10 — 1976
- № 12 — 1987
- № 13 — 1986
- № 16 — 1990
- № 17 — 1991[2]

Рядом с центром Решетникова находится квартал из четырёх домов, построенных в 1959 году, имеющий адрес: Санкт-Петербург, Зеленогорск, участок Ленэнерго, 1, 2, 3 и 4.
Наименованных улиц в Решетникове нет.
По старому названию посёлка в 2008 году была названа Пухтоловская дорога.